# 聖マッスル
『聖マッスル』（セントマッスル）は、原作：宮崎惇・作画：ふくしま政美による日本の漫画作品。

## 概要
「少年マガジン」1976年32号 - 1977年1号まで連載された。荒廃した世界で記憶を失った主人公が、旅をしながら真の人間の生き方を模索していく。古代エジプトかバビロニア、あるいはヨーロッパ全域に似た風景の世界を舞台に、ギリシア彫刻のような肉体美をモチーフに、様々なテーマを扱った作品となっている。
本作の脚本は、『女犯坊』から共通する特殊な姿勢で作られている。すなわち、作者ふくしまの描きたい絵が主軸に置かれており、ふくしまのイメージを編集者に口頭で伝えられた原作者が、それに沿ったストーリーを考える、という手法によって構築されている。よって、本作のハイライトシーンは、全てふくしまが初めからイメージしていたものである。
連載当時にマガジンKC（全4巻）が刊行され、太田出版による復刊（全1巻）の後、講談社より文庫版（全1巻）が発売され、2006年にはゴマブックスより上下巻に分かれた愛蔵版も刊行された（全て絶版）。
本作の原画は1993年に焼却処分されている。

## 作品背景
本作の開始した1976年は劇画爛熟期であり、小池一夫、さいとう・たかを、飯島市朗、由起賢二などの劇画群が高年齢のマニア層に熱烈な支持を得ていた。これらの作品は、画においては激しい描き込みと筋骨隆々たる人体に特徴があった。
その中でもふくしまは、寡作ながらその「おぞましい」とすら評される肉体表現で抜きん出ており、カルト的人気を博していた。
当時のマガジン編集部員も、ふくしまの代表作の一つ『女犯坊』に魅せられた一人であり、慣例を破る破格の扱いで本作の連載を開始。2週に渡りインパクトのある予告（主人公の尻のアップなど）を載せるなど、編集部が意欲満々だったことが窺える。ふくしまからも、本作で漫画賞を取るという乗り気の発言が見られたという。
ところが、いざ始まってみると人気は最下位。少年漫画においてはすでに劇画が主役の座を降りようとしていた時期であり、劇画界ですら異彩を放っていたふくしま作品は、到底少年マガジン読者に受け入れられるものではなかった。やむなく軌道修正を余儀なくされるが、それに伴い描き込み量も編集部の評価も著しく低下し、人気の上がる兆しのないまま連載は打ち切りとなる。
これ以降（1978年～）マガジンではラブコメ路線に切り替わり、漫画界全体においても劇画の占める地位は低下していく。そういった流れの中で、本作も“知る人ぞ知る怪作”として長らく不遇の時代を過ごしてきた。劇画漫画と言うジャンルそのものも『北斗の拳』に代表される80年代後半の格闘漫画ブームまでメジャーから遠ざかることとなる。
近年に入り、大泉実成の紹介などを経た復刻では3万部のヒットを記録。本作は再評価される事となった。そのためか、ふくしま自身の新連載や過去作の復刻も徐々に行われるようになっている。

## あらすじ
1の章
暖かな日差しの中の花畑で目覚めた、類い稀な筋肉を持つ主人公の青年。彼は記憶が失われていることに気付き、自分の過去を知る者を探し世界を彷徨う。
彼はやがてある都市に辿り着く。人の気配が殆ど無く、まるで死んだような都市であった。しかし異臭漂う城の内部に入ると、壁も天井も全て膨大な数の彫刻で覆われていた。そこには極めて醜い心と身体を持った男が城主として住んでいた。そこは狂気の建物ともいうべき、夥しい数の人間の顔や肉体で飾られた「人間城」であった。
2の章
旅の途中、主人公は老人と子供の大集団に出くわす。皆全裸で、騎兵に鞭で打たれながら牛馬のように走り続けていた。脱落した少年の一人と接触した主人公は、彼らの都市の実態を知ることとなる。そこは一握りの権力者が霊水を牛耳って圧制を敷く、恐るべき「命の泉」の都であった。
3の章
主人公は栄えた都市に辿り着く。これまでの地獄のような都市とは違い、住民と産業には活気が見られた。大規模な闘技会も開かれており、聖マッスルに勝るとも劣らぬ勇者が揃っている。しかし、謎の事故やテロ活動が頻発し、不穏な空気が漂う。国を統べる、名君と名高い「巨人王」の意図は…。
4の章
北の大地で吹雪に倒れる主人公。その危ういところを助けたのは、現地の漁師一家であった。他の漁師は見当たらず、みな大鯨に殺害されたという。残された一家もまた、大鯨との決戦に燃えていた。主人公は、彼らと共に「北の魔神」と因縁の決戦に挑む。
5の章
主人公が最後にたどり着いたのは、奴隷鉱山であった。奴隷たちは自由を剥奪され、恋愛をしただけで死刑に処される有様である。主人公の眼前でも、愛を培う奴隷二人が新たに処刑されようとしていた。怒りに燃える主人公は、「奴隷地獄」の支配者たちに挑む。

## 登場人物・重要用語
登場人物は、1の章では全員が全裸として描かれる。2の章より着衣の人物も登場し、3の章では全裸姿は主人公ただひとりとなり、彼の特徴となる。3の章以降は主人公も着衣姿となる。
主人公（聖マッスル）
初登場時は、花畑の中で全裸で寝ていた。記憶を無くし旅を続ける筋骨隆々の青年。記憶を無くしてはいるが、不屈の信念と人間らしい心は失っていない。「聖マッスル」という名は、巨人王との闘いで見せた凄まじい筋肉を称えて呼ばれるようになったもの。だが、この名前も物語の中では終盤あたりまで使用されていない。

### 1の章 人間城
人間城の王
粘液まみれの醜悪な肥満体を持つ全裸の老人。秘薬で石に変えた人間を建材にして狂気の城を築く。訪れた聖マッスルを罠にはめて「人間城」を完成しようとするが…。
人間城の王の従者
王に40年以上忠節を尽くしてきた従者。苦痛なく石化して「人間城」の中央階段になる権利を与えられるが、拒否したため殺害される。
人間城（人間彫刻）
人間城の王が住む城であり、秘薬によって石化した人間で作られている。人間彫刻は付近の都市で生活していた市民らのなれの果てであり、皆凄まじい形相をしている。
黄金像
奇しくも聖マッスルに瓜二つの金像。人間城の王の理想とする美に従って作られており、人間城の要でもある。

### 2の章 命の泉
命の泉の権力者
長寿の効果があるという「命の泉」を牛耳る三人の権力者。毎年「死のマラソン」を強行して国民を選別している。常にローブを纏って素顔を隠しているが…。
ヅク
「死のマラソン」に出場する少年。力尽きて倒れたところを聖マッスルに介抱され、都の実情を教える。
マラソン脱落者
前年の「死のマラソン」を完走できず、都市を追放された者たち。圧政へ反抗するため、聖マッスルにある計画を託す。
黒犬
権力者に飼われている犬。「黒の帝王」の尖兵として各所に姿を現し、災いを齎す。幾度か死んでいるが、毎回違う犬なのか不死身なのかは不明。
命の泉
その水を飲めば体力が頑健になり、150歳まで生きられると言う泉。高額で他国に売られ、都の財源となっている。
死のマラソン
15歳になった少年少女と70歳以上の老人に課せられるマラソン。全裸で行う。減らなくなった人口を統制するため、過酷な条件となっており、参加者の死亡率は70％にのぼる。

### 3の章 巨人王
巨人王
強靭な巨体に知勇を兼ね備え、荒廃した国を一から建て直した英雄。「黒の帝王」から世界を救うために奔走している。聖マッスルを自分の片腕になる人物と見込み、彼への支援や力試しを行った。しかしその強権的な態度から聖マッスルと意見が衝突する事もあり、結局聖マッスルは彼の元を去る事となる。5の章にも登場。
なお、ハゲ頭に三つ編みのモミアゲという特徴的な髪型は、相原コージの漫画『サルでも描けるまんが教室』に登場する担当編集者・佐藤のモデルにもなった。
少年
巨人王の国民。幼少ながら、驚くほどの腕力を鍛えている。優秀な戦士である兄を闘技会にて国第一の戦士に殺害され、無謀な敵討ちに打って出た。間接的に聖マッスルと巨人王の架け橋となった人物。
国第一の戦士
闘技会の優勝者。鉄球を素手で砕き割る怪力に加え、戦い方にも容赦がない。対戦相手をことごとく殺害し、聖マッスルをも苦しめた。
巨人王の妹
巨人王の強権的政策に反発し、同志を率いて覆面姿で破壊活動を行う。クーデターに失敗するも、信念を貫き自害。その「正義」は巨人王も認めるところだが、同時に「黒の帝王」に利用される存在でもあった。
黒の帝王
邪悪をもって世界征服を策す大権力者で、作中における最大の悪。黒犬を手先にして各都市で悪事を働いているが、その正体は作中では明かされなかった。
闘技会
円形闘技場で行われる過酷な闘技会。随時に腕立て伏せや鉄球受けなどの力試しを挟みつつ、最後の一人になるまで格闘戦を行う。

### 4の章 北の魔神
本章以降の人名は、ふくしま政美の出身地である北海道のアイヌの伝説などに由来している。
北の魔神
巨大な鯨。子鯨を15人の漁師に殺されて以来、復讐鬼と化して漁師を襲っている。
コタンクル
北の地で倒れた聖マッスルを救った隻腕の老漁師。「北の魔神」の子を殺した15人の最後の生き残りである。「北の魔神」と最後の決戦に臨み、死亡。
ポウヤウンペ
北の地の若き漁師。凍傷で昏睡する聖マッスルを介抱する。コタンクルの敵討ちに燃えるが、あまりに若く未熟なため、聖マッスルが替わりに「北の魔神」との対決を行うことになった。
ペシカ
ポウヤウンペの許嫁。ポウヤウンペと共に聖マッスルを介抱する。

### 5の章 奴隷地獄
奴隷鉱山の長官
鉱山を監督する老人。配下共々ノルマン様式の武装をしている。配下を使って奴隷を厳しく管理しており、様々な死刑を用意している。
イサコヤ
奴隷鉱山の長官の配下。丸太槍を使う巨漢で、奴隷たちの処刑係でもある。聖マッスルとの対決を望むが、返り討ちに。
ムビヤン
奴隷鉱山の奴隷。奴隷同士で恋愛をしたという理由で「クルミ割りの刑」に処される。なお、奴隷はみな額に特徴的な印（円の中にバツを書いた図案）を刻まれている。
クノン
奴隷鉱山の奴隷。ムビヤンの恋人。死に方を選ぶ権利を与えられ、「緑の湖の刑」を望み、処される。
マニベ
奴隷鉱山の奴隷。奴隷長官に正面から反抗して怒りを買い、極刑たる「ぬいぐるみの刑」で豚の姿にされる。
セトナ
奴隷鉱山の奴隷。恋人のマニベと共に奴隷長官に反抗し、「ぬいぐるみの刑」で羊の姿にされる。
奴隷鉱山
奴隷を使って開拓された山岳地帯。「黒の帝王」の侵略基地の一つである。
クルミ割りの刑、花蜜の刑、雨だれの刑、カマキリの刑、緑の湖の刑、ぬいぐるみの刑
全て死刑だが、全貌が明らかになったのは「クルミ割り」「緑の湖」「ぬいぐるみ」の三つ。
「クルミ割り」は頭を叩き割り、「緑の泉」はピラニアらしき食肉魚の群生する湖に入れる。
「ぬいぐるみ」は極刑とされており、動物のぬいぐるみを着せて引き回し、最後に刺殺するという刑である。一見滑稽だが、刑死者はあの世でも動物になるとされており、宗教的な意味合いが強い。
巨人王の乗馬
巨人王が海を隔てた島から入手した馬だが、何故か巨人王を振り落とし、聖マッスルを慕って後を追う。聖マッスルの正体と関係がある様子だが、最後まで明かされず、物語は聖マッスルが馬をかついで山を越える所で終了する。